# Naakt sporten

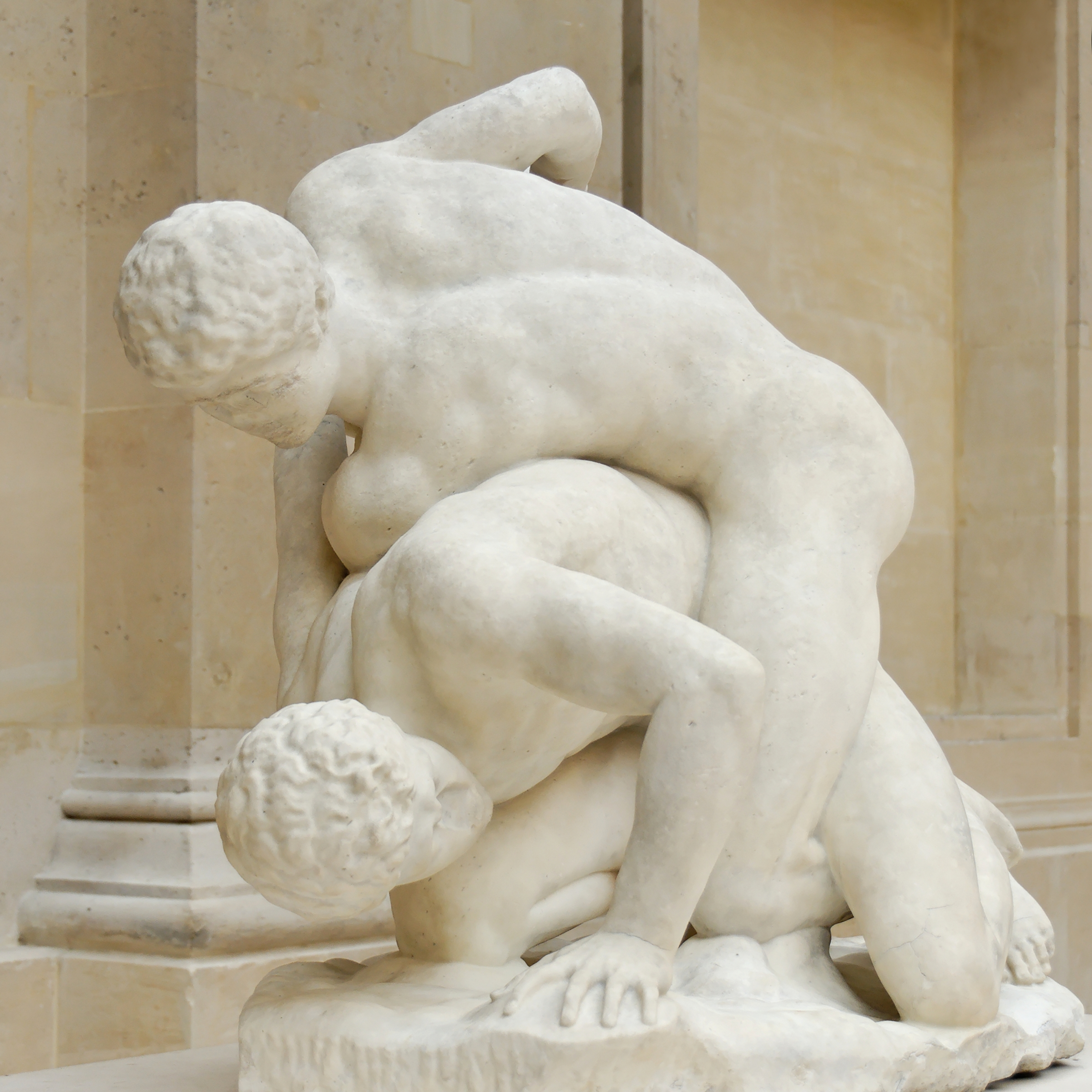
Uffizi sculptuur van worstelaars

Naakt sporten is het ongekleed uitoefenen van sportieve activiteiten. Al in de Klassieke oudheid werd er naakt gesport. De oorsprong van het moderne naakt sporten is ontstaan begin 20e eeuw. Het uit de reformbeweging ontstane naturisme speelt hierbij een rol. Dit vanwege de idealistische levenswijze die gaat over gezondheid en het vrij en naakt bewegen.

## Geschiedenis

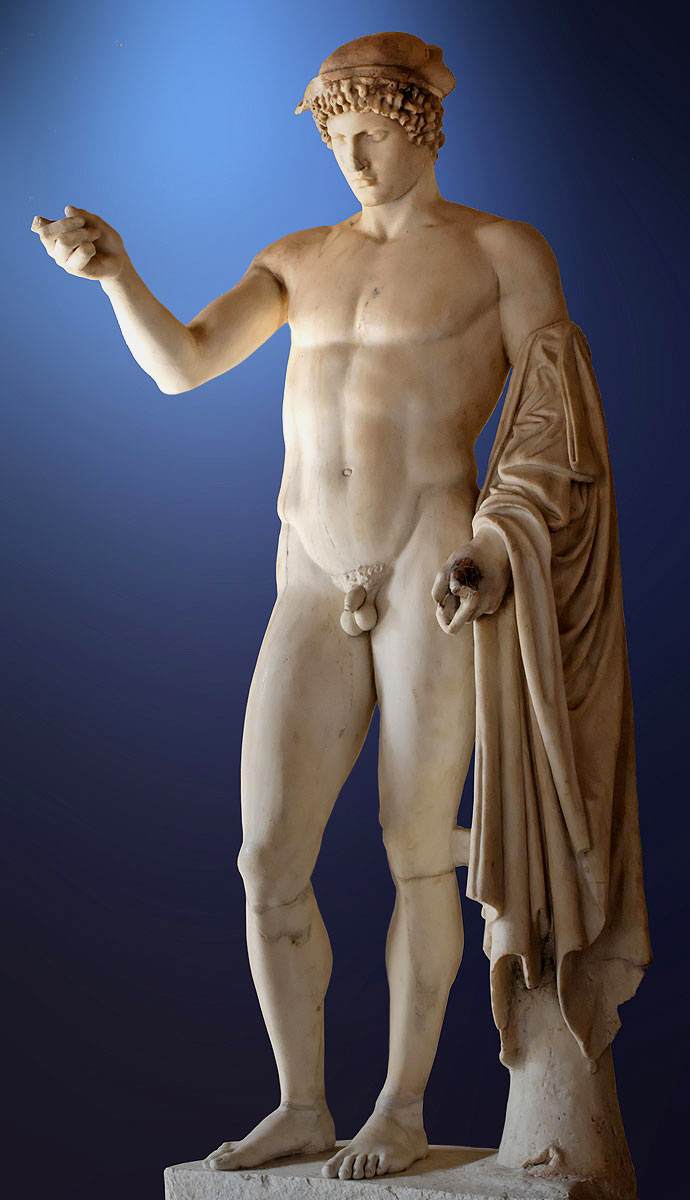
Hermes, patroon van de atletiek

Het gymnasion in het oude Griekenland was oorspronkelijk een school waar deelnemers aan de Panhelleense Spelen hun training hielden. Ook was het de plaats waar men elkaar ontmoette en zich in intellectuele gesprekken mengde. Het gymnasion werd zo genoemd omdat de sporters naakt (γυμνός / gymnos) oefenden.
Gedurende vele eeuwen werden de sporten bij de Olympische Spelen in de Klassieke Oudheid naakt beoefend. Ook de ceremoniële dansen werden dan ongekleed uitgevoerd. Een voorbeeld hiervan zijn de Gymnopaedia, oude Spartaanse festivals ter ere van de god Apollo.
Na de komst van de Romeinen in het jaar 146 v.Chr. werd naaktheid tijdens de Olympische Spelen in Griekenland nog wel toegestaan, hoewel dit volgens historicus Plutarchus in tegenspraak was met de Romeinse gebruiken in die tijd. Dichter Quintus Ennius zou hebben geschreven – met het oog op de Hellenen (Oud Grieken) – dat het een schande was om zichzelf naakt in het openbaar te tonen. Ook Cicero zag de naaktheid van de Hellenen niet zitten en bracht het vooral in verband met homoseksualiteit en het door ouderen pedofiel begluren van jongeren. Naaktzwemmen werd echter wel als gebruikelijk gezien.
De Romeinen deden verder wel mee aan de sportevenementen, maar met (sport)kleding.
Onder invloeden uit het Midden-Oosten groeide het taboe bij het laat-Romeinse zelfbeeld op publieke naaktheid. Het christendom verzette zich er ook tegen. De Olympische Spelen van 393 n.Chr. werden door keizer Theodosius I verboden. Zijn belangrijkste kritiek was de heidense oorsprong van de spelen.

## Moderne tijd
Het algemeen beoefenen van sport in wedstrijdverband werd vanaf de 19e eeuw weer gebruikelijk. Met het begin van het nudisme in de Scandinavische landen en Duitsland in de 20e eeuw, werd er ook weer zonder kleding gesport. Op bepaalde scholen werd vanuit het naturistische gedachtegoed onder andere lichamelijke opvoeding naakt gedaan.
In de jaren twintig werden zwemwedstrijden weleens naakt gehouden. Sommige zwemmers dachten door geen badkleding te dragen snellere tijden te kunnen neerzetten. Met de komst van moderne sportkleding is dat argument achterhaald en is naakt wedstrijdzwemmen vooral een recreatieve bezigheid.
In Duitsland was het de Duitse Vereniging voor Vrije Lichaamscultuur (DFK) met hun toelating tot de Duitse Sportbond in 1963. Sinds die tijd hebben de landelijke naturistenverenigingen zich daar laten inschrijven. De FKK-verenigingen kennen hierom naast de noemer “Familie-vereniging” ook de toevoeging “Sport” (Familien- und Sportverrein).
Naakt sporten wordt voornamelijk gedaan op naturisten-locaties. Dit kunnen commercieel voor iedereen vrij toegankelijke terreinen zijn, of terreinen van naturisten verenigingen. Vaak zijn het naturistencampings. Ook op naaktstranden kan recreatief worden gesport of wedstrijden georganiseerd. Vanuit naturistische organisaties worden ook wel zwembaden en gymzalen afgehuurd om sportieve wedstrijden te spelen.
Publiekelijk sportwedstrijden naakt uitoefenen wordt weinig gedaan vanwege onwelkome belangstelling van op sensatie belust publiek en media.
Veel naturistenverenigingen en -resorts bieden een of meer sporten aan. Ook wel in wedstrijdverband.
Volgens het luisterpanel van de NFN in 2016 waren enkele resultaten naar onderzoek om ongekleed te sporten:
- Twee derde van de deelnemers wilde bloot kunnen sporten,
- Van de mensen die niet bloot wilde sporten vond ruim de helft dit niet praktisch.
- Bloot sporten werd voornamelijk op het strand gedaan, gevolgd door bloot-zwemuren in een zwembad.
- Zwemmen en wandelen werden het meest bloot beoefend.

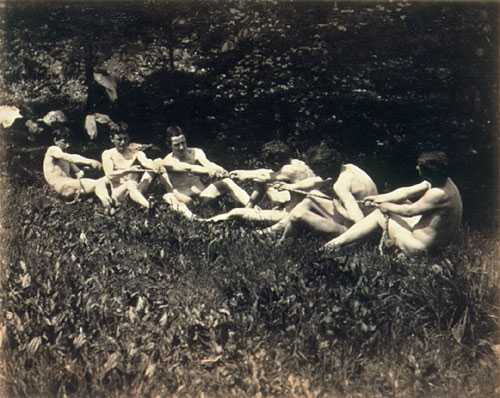
Touwtrekken (eind 19e eeuw)
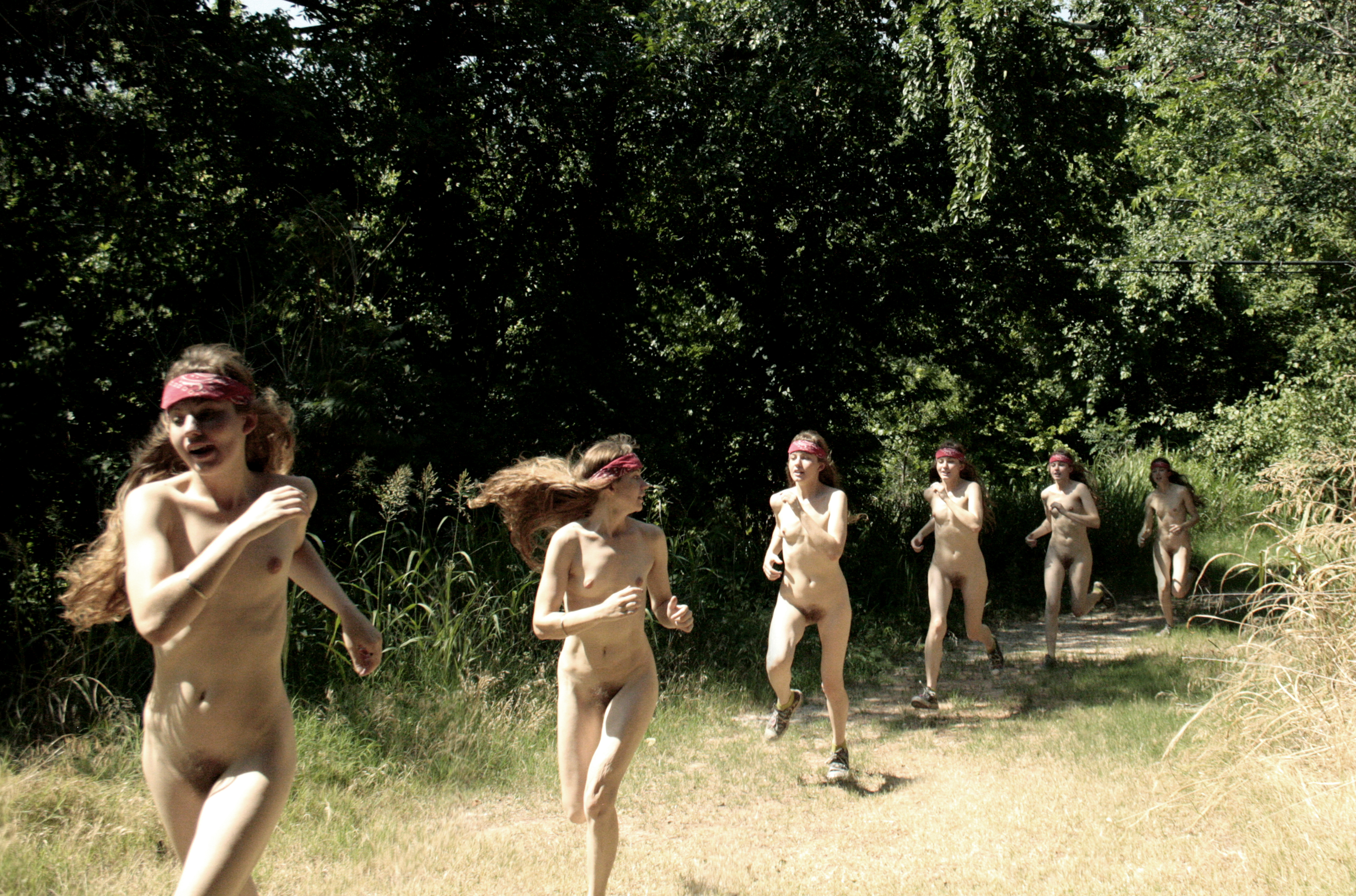
Hardloopwedstrijd
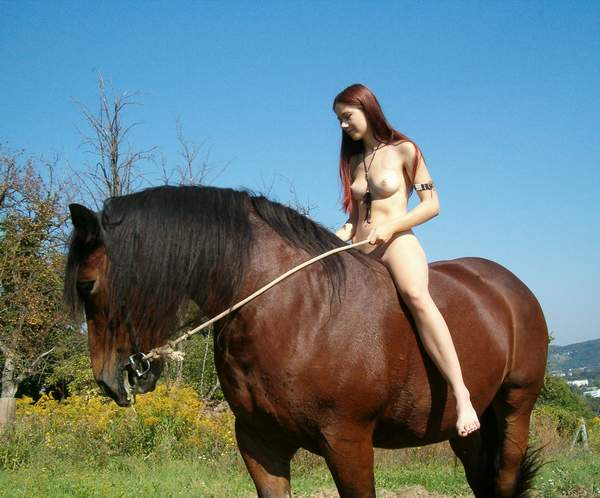
Naakt paardrijden op een naakt paard
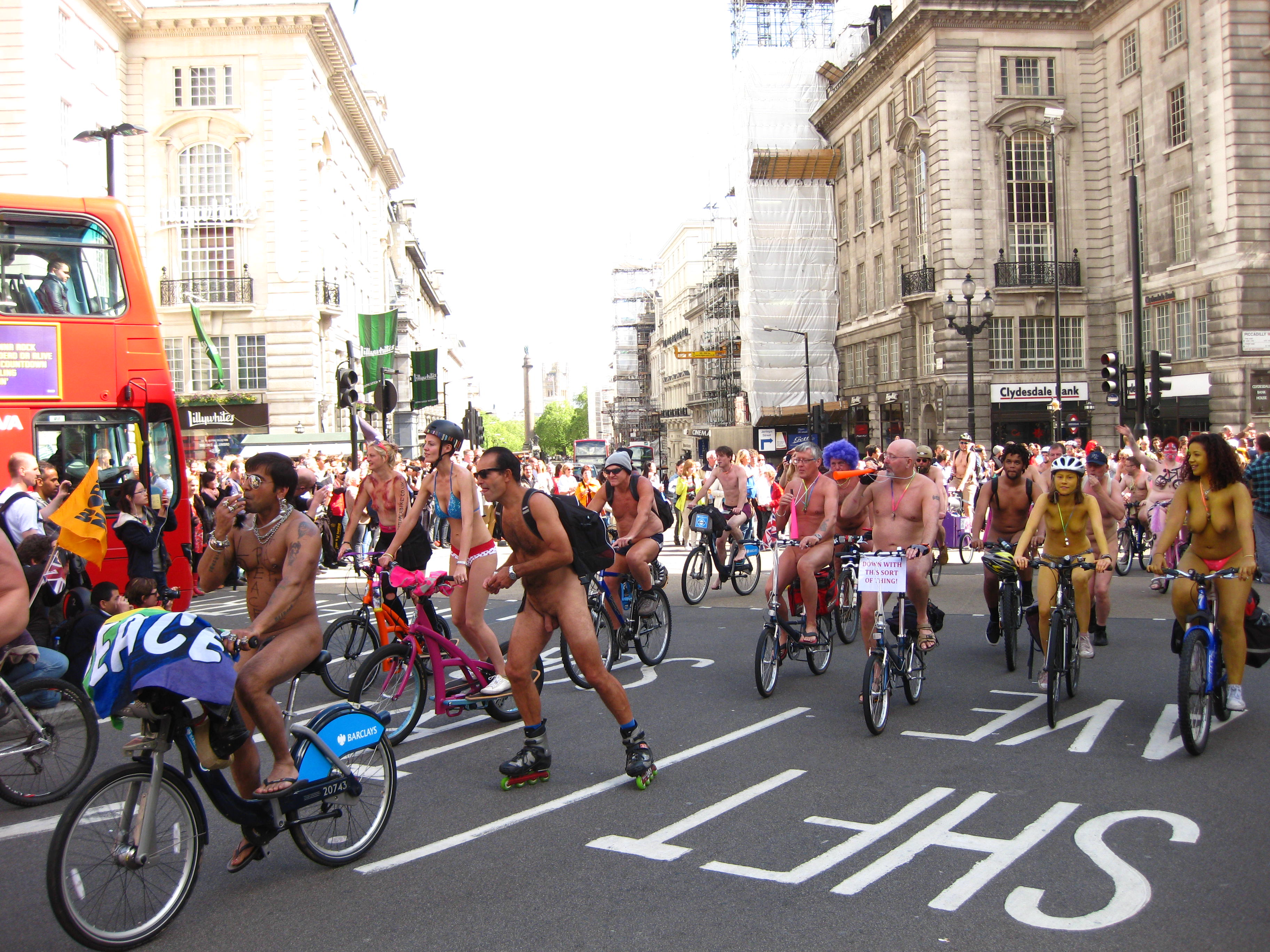
Fietsen en skaten tijdens een WNBR
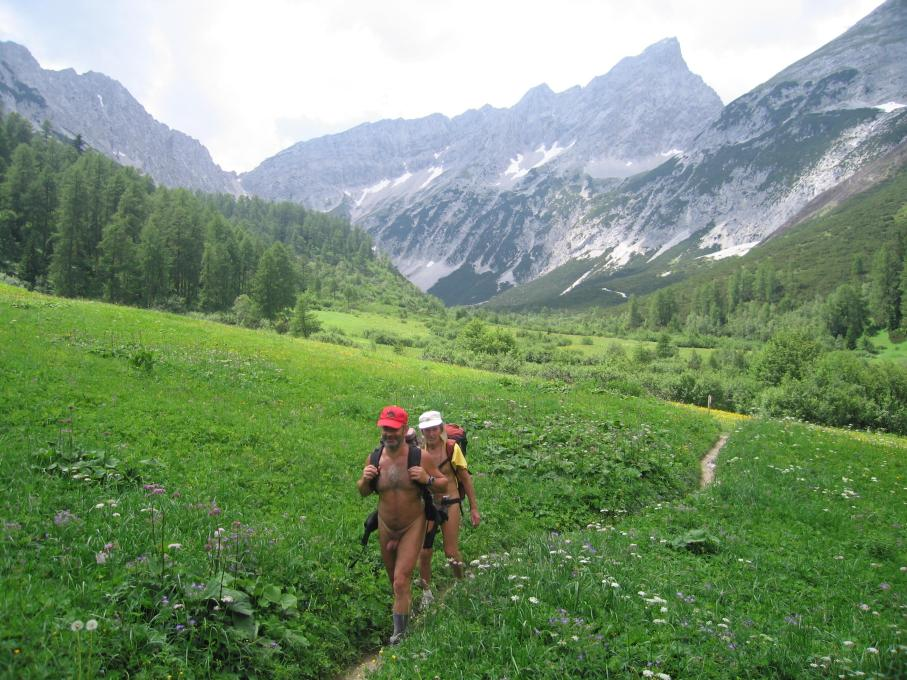
Wandelen in de vrije natuur
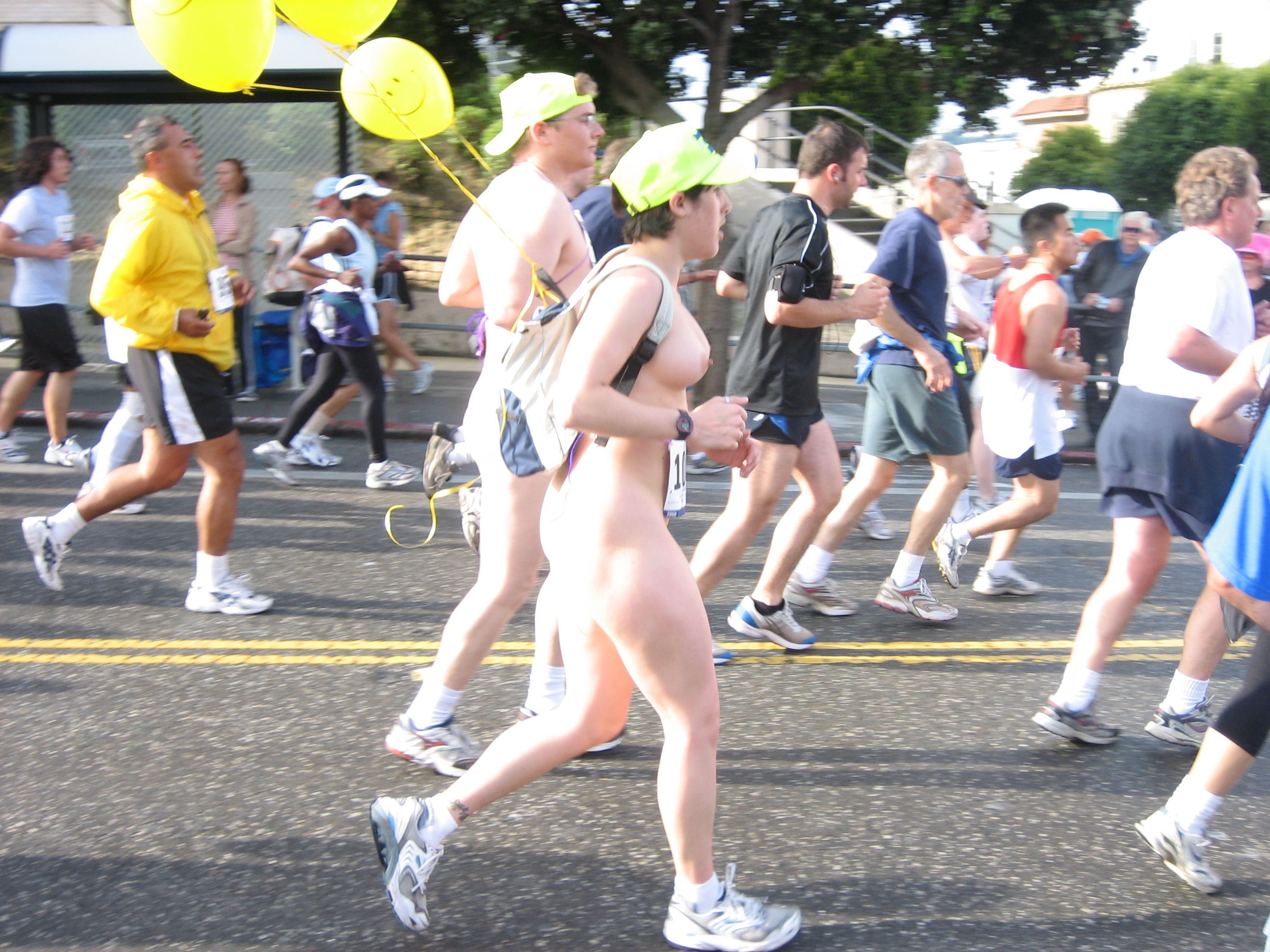
Bij Bay to Breakers kan 12 kilometer bloot hardgelopen worden.
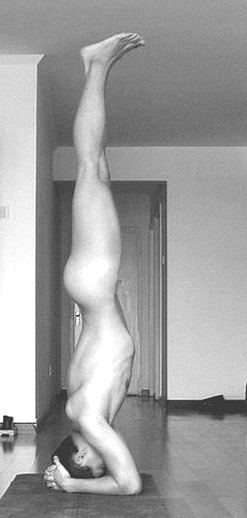
Naakt yoga beoefenen

Sport, spel en bewegingsactiviteiten die na zwemmen en wandelen zonder kleding zoal gedaan worden zijn: badminton, balspel, beachvolleybal, boogschieten, paardrijden, tafeltennis, tennis, touwtrekken, volleybal, worstelen en yoga.
Naakt wandelen kan op (naakt)stranden of op de wat groter opgezette naturistenterreinen. Ook in de vrije natuur wordt wel naakt gewandeld. Doorgaans wordt daarbij wel schoeisel gedragen. Sommigen prefereren een parcours blootsvoets af te leggen.
In Duitsland zijn meerdere speciaal naturistische wandelroutes uitgezet waaronder de Naturistenstieg in de Harz.
Bij de Bay to Breakers in San Francisco is naakt wandelen, joggen of hardlopen een gedoogde wijze om eraan mee te doen. 
Naakt fietsen – maar dan vooral bedoeld als protestvorm – kan worden gedaan tijdens een Cyclonudista of World Naked Bike Ride.
Enkele bekende en terugkerende naaktsportevenementen zijn:
- De internationale naturistische sportweek Szeged-Sziksósfürdő in Szeged, Hongarije.[2]
- Alpe-Adria - Internationale sportbijeenkomst in Kroatië.[3]
- Zwemgala Amersfoort in Amersfoort.[4]

## Hardloopwedstrijden

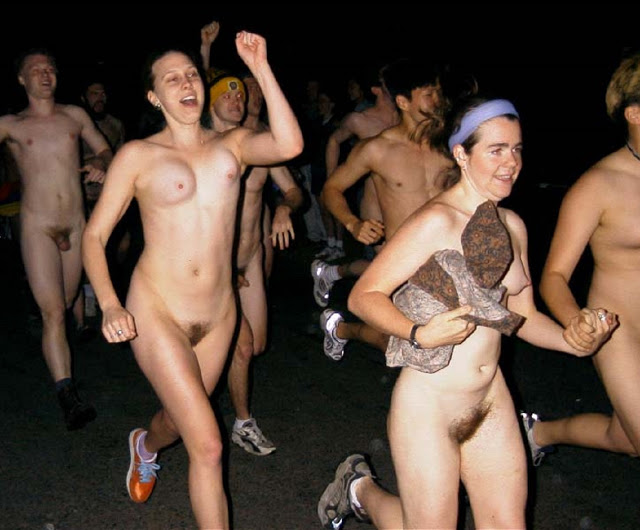
Hardloopwedstrijd op een campus

Hoewel op recreatief niveau, worden er hardloopwedstrijden gehouden.
- Carrera Nudista de Sopelana - In 1999 voor het eerst georganiseerde wedstrijd over 5 km op het strand van het Spaanse Sopelana, Biskaje. Er zijn categorieën voor zowel mannen, vrouwen als kinderen. Al was de opkomst in 2009 groot, vanwege het omgeslagen weer kwamen er slechts 64 deelnemers over de finish. Een deel daarvan waren atleten van een atletiekvereniging. Winnaars in de diverse categorieën waren een Mexicaan, Spanjaard en een Canadese.[5]
- Nøgenløb - Sinds 1998 jaarlijks tijdens het popfestival in Roskilde, Denemarken. Oorspronkelijk georganiseerd om aandacht voor het festival te trekken, moesten de deelnemers naakt 25 korte rondjes hardlopen. Door de jaren heen zijn het drie ronden om het radiogebouw geworden. De deelnemers worden verdeeld in gelijke aantallen vrouwen en mannen. De hoofdprijs is dan een ticket voor het volgende popfestival.[6]

Als eenmalige stunt is een dergelijke “Naked Run” – weliswaar met een motorhelm op – georganiseerd tijdens de Zwarte Cross in 2013.
- In het Finse Padasjoki wordt jaarlijks de Nakukymppi gehouden, een hardloopwedstrijd over tien kilometer.

## Zonder kleding
Er hoeft om naakt te sporten geen sportkleding aangeschaft te worden. Het onderhouden en wassen blijft daarmee achterwege. Zonder kleding kan het lichaam ongehinderd zweten.
Tijdens fysieke activiteit kan het aangename gevoel van naaktheid een belangrijke rol zijn. Naakte atleten kunnen zich beter inleven in bewegingssequenties bij bepaalde sporten, doordat deze dan niet wordt verstoord door de kleding.